# Saint-Joseph (Tennessee)
Pour les articles homonymes, voir Saint-Joseph.
Saint Joseph (souvent abrégé en St. Joseph) est une municipalité américaine située dans le comté de Lawrence au Tennessee.
Selon le recensement de 2010, Saint Joseph compte 782 habitants. La municipalité s'étend alors sur une superficie de 3,52 milles carrés (9,12 km2).
La localité est fondée vers 1870 par le prêtre catholique allemand Henry Hueser. La première église, datant de 1872, a été transformée en école puis en entrepôt tandis que l'actuelle église catholique Saint-Joseph, construite en 1885 dans un style néo-gothique, est inscrite au Registre national des lieux historiques.